# ピッパ・ハリス
デイム・フィリッパ・ジル・オリヴィエ・ハリス（Dame Philippa Jill Olivier Harris DBE, 1967年3月27日 - ）、通称ピッパ・ハリス（Pippa Harris）は、イギリスの映画及びテレビプロデューサーである。
映画では『悲しみが乾くまで』やレオナルド・ディカプリオとケイト・ウィンスレット主演の『レボリューショナリー・ロード/燃え尽きるまで』などを手がけている。テレビではトム・ハーディとベネディクト・カンバーバッチ出演の『Stuart: A Life Backwards』の他、『コール・ザ・ミッドワイフ ロンドン助産婦物語』、『ペニー・ドレッドフル 〜ナイトメア 血塗られた秘密〜』、『ホロウ・クラウン/嘆きの王冠』、『Britannia』などを手がけている。また自由民主党党首のニック・クレッグの顧問であった。
2018年からは英国映画テレビ芸術アカデミーの会長を務めている。
2019年のサム・メンデス監督の映画『1917 命をかけた伝令』のプロデュースによりアカデミー賞作品賞にノミネートされている。

## 生い立ち
祖母は医師のノエル・オリヴィエである。オックスフォード女子高等学校とケンブリッジ大学ロビンソン・カレッジで学び、1989年に英語の学位を得て卒業した。

## キャリア
1989年にジャカランダ・プロダクションズのプロダクション・アシスタントとしてキャリアが始まり、すぐにITVとチャンネル4のスクリプト・エディターに出世し、さらにBBCフィルムズの企画エグゼクティブとなった。その後彼女はBBCドラマシリアルのエグゼクティブ・プロデューサーに昇進した。彼女はそこで『Warriors』（1999年）、『Care』（2000年）、『The Sleeper』（2000年）、『The Way We Live Now』（2001年）、『Love in a Cold Climate』（2001年）などを手がけた。
2001年にBBCのドラマ・コミッショニングの責任者となり、ジェーン・トランターと共に働いた。彼女の指揮下では『Cutting It』（2002年）、『Flesh and Blood』（2002年）、『Daniel Deronda』（2002年）、『ロスト・プリンス 〜悲劇の英国プリンス物語〜』（2003年）、『ステート・オブ・プレイ〜陰謀の構図〜』（2003年）などが発表された。
2003年にハリスはサム・メンデスとキャロ・ニューリングと共にニール・ストリート・プロダクションズを設立した。この会社でハリスは『ジャーヘッド』（2005年）、『Starter for 10』（2006年）、『ランズエンド -闇の孤島-』（2012年）、『1917 命をかけた伝令』で製作、『悲しみが乾くまで』（2007年）、『レボリューショナリー・ロード/燃え尽きるまで』（2008年）、『お家をさがそう』（2009年）で製作総指揮を務めた。 
テレビでは『Stuart: A Life Backwards』（2007年）や『ペニー・ドレッドフル 〜ナイトメア 血塗られた秘密〜』を製作した。他にシェイクスピア映画シリーズ『ホロウ・クラウン/嘆きの王冠』や『Britannia』で製作総指揮を務めた。さらに製作総指揮を務めた『コール・ザ・ミッドワイフ ロンドン助産婦物語』は長期的な成功を収め、2020年の第9シーズンへの更新が決定している。
彼女は祖母と詩人のルパート・ブルックによる1908年から1915年までの文通の編集者である。

## 勲章
2015年8月27日に大英帝国勲章が授与された。

## 受賞とノミネート
| 賞               | 年   | 部門       | 作品名              | 結果       |
| ---------------- | ---- | ---------- | ------------------- | ---------- |
| アカデミー賞     | 2019 | 作品賞     | 1917 命をかけた伝令 | ノミネート |
| 英国アカデミー賞 | 2019 | 作品賞     | 1917 命をかけた伝令 | 受賞       |
| 英国アカデミー賞 | 2019 | 英国作品賞 | 1917 命をかけた伝令 | 受賞       |
| 全米製作者組合賞 | 2019 | 劇場映画賞 | 1917 命をかけた伝令 | 受賞       |